# عبد الله غوشة
عبد الله شحادة غوشة رجل دين فلسطيني، شغل العديد من المناصب القيادية السياسية الدينية والقضائية في الأردن منذ تأسيس المملكة وحتى وفاته في 24-5-1977. فقد شغل منصب قاضي القضاة ووزير الأوقاف والشؤون والمقدسات الإسلامية، وزير العدل وعضو في مجلس الأعيان، إضافة لترؤسه لجنة إعمار المسجد الأقصى وقبة الصخرة المشرفة، ونائب رئيس اللجنة الملكية لشؤون القدس.

## سيرته
ولد الشيخ عبد الله شحاده غوشه في عام 1907 م في منزل العائلة في حوش المئذنة الحمراء في حارة السعدية في البلدة القديمة من القدس الشريف، وتلقى دراسته الابتدائية في المدرسة الصلاحية حتى الصف الثالث وكان ذلك أثناء العهد العثماني، ثم واصل دراسته الابتدائية بعد خروج الأتراك وخضوع فلسطين للانتداب البريطاني في مدرسة المطران ثم في المدرسة الرشيدية، ونظرا لتفوق الطالب غوشه في دراسته الابتدائية قبلته كلية روضة المعارف للدراسة فيها مجانا جريا على عادة كانت قد استنتها في استقطاب المتفوقين لإكمال دراستهم الثانوية فيها كما تفعل بعض المدارس في أيامنا، وفي عام م1921 أنهى عبد الله غوشه الصف الثالث الاستعدادي وهو نهاية المرحلة الثانوية في حينه، وحصل على المرتبة الأولى بين المتخرجين، فقررت إدارة كلية روضة المعارف ابتعاثه على نفقتها ليدرس في كلية الطب في الجامعة الأمريكية في بيروت، وبينما كان يستعد للحاق بالدراسة في الجامعة الأمريكية قرأ إعلانا عن تشكيل لجنة لانتقاء عدد من الطلاب للدراسة في الأزهر الشريف، وكان أكثر ميلا لدراسة العلوم الشرعية، والتقت رغبته مع رغبة والده الحاج شحاده غوشه الذي كان يتمنى أن يكون أحد أبنائه من علماء الأزهر، فتقدم لامتحان المسابقة الذي جرى في «الزاوية البخارية» في القدس وكانت لجنة الامتحان برئاسة الحاج أمين الحسيني مفتي فلسطين وكان عبد الله غوشه من بين الأوائل في امتحان القبول فيمَّمَ شطر الجامع الأزهر ولم يكن عمره يتجاوز الخامسة عشرة، وتخرَّج من الأزهر ليبدأ مسيرته الزاخرة بخدمة الإسلام والمسلمين وقضايا العرب والمسلمين.
وكان الشيخ عبد الله غوشه متعدد النشاطات وخاصة ذات الطابع الإسلامي وذات العلاقة بعلوم الشريعة، ولم تقتصر نشاطات الشيخ عبد الله غوشة على الأردن وفلسطين، فقد شارك في العديد من المؤتمرات الإسلامية والعالمية كان منها مشاركته في المؤتمر الإسلامي العالمي الأول المنعقد في كراتشي بباكستان (1949م)، وفي مؤتمر الثقافة الإسلامية وعلاقتها بالعالم المعاصر الذي انعقد في جامعة برنستون بالولايات المتحدة الأمريكية (1953م)، وفي الاحتفالات بالعيد الألفي لتأسيس بغداد وبذكرى فيلسوفها الكندي (1962م)، وفي معظم دورات مجمع البحوث الإسلامية في القاهرة منذ تأسيسه في عام م1964 ، وفي الاحتفالات بمرور أربعة عشر قرنا على نزول القرآن الكريم التي أقيمت في الرباط بالمغرب (1968م)، وفي المؤتمر الإسلامي الذي انعقد في كوالالمبور بماليزيا (1969م)، وفي مؤتمر حوار الأديان الذي انعقد في زاغورسكي إحدى ضواحي موسكو (1972م)، وفي مؤتمر علماء المسلمين في بغداد والذي انتخب لرئاسته (1975م)، وفي الاحتفالات بمرور ألف ومئتي عام على ميلاد الإمام البخاري التي أقيمت في سمرقند (1975م).
أما على صعيد القضية الفلسطينية فقد سكن همُّها قلبَ الشيخ عبد الله غوشه وعقله، وقد تجسَّد اهتمامه بقضية فلسطين بشكل عام وبقضية القدس بشكل خاص في اختياره لعنوان كتاب مذكراته الذي أسماه (مذكراتي... في سبيل القدس والقضية الفلسطينية)، وبينما كان العرب والمسلمون يتجرَّعون غصص هزيمة حرب 1947 - م1948 وما أفرزته من قيام دولة الكيان الصهيوني المغتصب لفلسطين كان الشيخ عبد الله غوشه يجوب أرجاء باكستان وأفغانستان مع وفد ضم الأستاذ جميل بركات وسليم الحسيني داعين المسلمين لدعم إخوانهم في فلسطين، ومن باكستان انتقلوا إلى أفغانستان واستغرقت جولتهم تسعة أشهر ابتدأت في تشرين الأول من عام م1948 ، جابوا خلالها باكستان وأفغانستان يشرحون قضية القدس وفلسطين وينشرون الوعي بين المسلمين بالقضية الفلسطينية، ويبصًّرونهم بدورهم في نصرة إخوانهم في فلسطين وفي دعم قضية فلسطين وفي التصدي للمخططات الصهيونية المدعومة بالاستعمار لسلب فلسطين تمهيدا لسلب بقية البلاد العربية لإقامة دولة إسرائيل الكبرى من النيل إلى الفرات كما يخطط اليهود، وبعد أن أكمل الشيخ عبد الله غوشه وصاحباه جولتهم في باكستان وأفغانستان عاد إلى القدس ليشارك في الجهود لتشكيل تجمع إسلامي شعبي لدعم قضية القدس وفلسطين، ولم تلبث هذه الجهود أن تمخَّضت في عام م1953 عن تأسيس المؤتمر الإسلامي العام لبيت المقدس إثر اجتماع عدد كبير من زعماء ورموز الحركات الإسلامية في العالم في بيت المقدس كان من بينهم الشهيد بإذن الله سيد قطب ممثلا لجماعة الإخوان المسلمين في مصر، والعلامة الشيخ أمجد الزهاوي رئيس علماء العراق، والدكتور مصطفى السباعي المراقب العام للإخوان المسلمين في سوريا، والعلامة أبو الأعلى المودودي زعيم الجماعة الإسلامية في باكستان، والعلامة الشيخ أبو الحسن علي الحسن الندوي زعيم الجماعة الإسلامية في الهند، والدكتور سعيد رمضان والأستاذ كامل الشريف (الوزير لاحقا) والشيخ عبد الله غوشه الذي شغل مركز رئيس الهيئة التنفيذية للمؤتمر الإسلامي العام لبيت المقدس سنوات طويلة، ولم يكن وفد من وفود المؤتمر التي كانت تجوب العالم الإسلامي للتوعية بقضية القدس وبالقضية الفلسطينية يخلو من الشيخ عبد الله غوشه، ولم يكن يحضر للأردن زعيم إسلامي إلا وكان للشيخ غوشه لقاءّ معه ليشرح له قضية فلسطين، وقد شملت جولاته منفردا أو ضمن وفود شعبية أو رسمية من أجل القدس وفلسطين السعودية وتركيا والمغرب ومصر وسوريا والعراق والكويت والبحرين وقطر والإمارات العربية المتحدة وباكستان وأفغانستان والهند والجزائر وإيران وماليزيا، كما لم تقتصر جولاته من أجل القدس وفلسطين على البلدان العربية والإسلامية فقد زار أيضا بريطانيا والولايات المتحدة الأمريكية والاتحاد السوفيتي (في حينه) وألمانيا ويوغسلافيا (في حينه) وتايلاند.
وعلى الرغم من تقدم العمر بشيخنا عبد الله غوشه فقد كان لا يعتذر عن أي نشاط يخدم قضية القدس وقضية فلسطين فقد ترأس في سنواته الأخيرة وفدا ضمَّ عددا من العلماء المسلمين ورجال الدين المسيحي قام بجولة في الولايات المتحدة الأمريكية لشرح حقيقة الصراع العربي الإسلامي - اليهودي، وضمَّ الوفد الوزير الشيخ الدكتور عبد العزيز الخياط ورؤساء العديد من الطوائف المسيحية في الأردن كالمطران نعمة السمعان والمطران ذيوذوروس (1972م)، كما ترأس الوفد الرسمي الذي أوفده الملك الراحل الحسين بن طلال إلى ملوك ورؤساء الدول العربية والإسلامية لشرح أبعاد المؤامرة اليهودية على القدس، وضمَّ الوفد الأستاذ كامل الشريف والأستاذ فايز جابر والأستاذ أحمد العوري، واضطرَّ الشيخ غوشه لقطع جولته مع الوفد بعد أن أصيب بوعكة صحية أثناء وجود الوفد في إيران عائدا إلى عمان للاستشفاء والعلاج ولكن المرض لم يمهله طويلا فتُوفي في عمان بعيدا عن مهوى فؤاده القدس الشريف بعد ظهر يوم الثلاثاء الخامس من جمادى الآخرة من عام 1397 هـ الموافق للرابع والعشرين من شهر أيار من عام 1977م.

## مؤلفاته
ألف العديد من الكتب، أهمها:
- «الجهاد طريق النصر».[3]
- «الدولة الإسلامية دولة إنسانية».[4]
- «فلسفة الحريات في الإسلام».